# 陈希素
陈希素（？—1949年），广东省常平镇麦园人，中华民国军事人物。

## 生平
黄埔军校（燕塘军校）第七期毕业生。毕业后从军，在十九路军中当营长，在1932年吴淞战役中受伤，后转入中央合作所上海留守处任上校参谋长。抗日战争结束后，曾代表民国政府接收京沪铁路。曾任全国交通警上海总队长。淮海战役中与中国人民解放军接战时丧生。